# Salomon Łastik
Salomon Łastik (jid. ‏שלמה לאַסטיק‎ Szlojme Lastik; ur. 14 marca 1907 w Aleksandrii, zm. 7 grudnia 1977 w Warszawie  ) – historyk literatury, pisarz, publicysta, nauczyciel, wydawca  .

## Życiorys
Urodził się 14 marca 1907 w Aleksandrii nad Horyniem . Jego rodzicami byli Owsiej i Minka z domu Wilner . Gdy miał dwa lata, rodzina przeniosła się do Równego, gdzie Salomon Lastik uczęszczał do chederu, rosyjskiej szkoły podstawowej i polskiego gimnazjum. W latach 1926–1929 uczył się w Żydowskim Seminarium Nauczycielskim w Wilnie .
W kolejnych latach pracował jako nauczyciel w szkołach CISZO, uprawiał także krytykę literacką i artystyczną oraz publicystykę w języku jidysz, zajmował się twórczością literacką. Współpracował również z Żydowskim Instytutem Naukowym YIVO . Był członkiem Związku Literatów i Dziennikarzy Żydowskich w Polsce .
Po wybuchu II wojny światowej znalazł się w Białymstoku. Po ataku Niemiec na Związek Radziecki w 1941 uciekł do Kazachstanu (przebywał m.in. w Ałma Acie) .
W 1946 powrócił do Polski, gdzie pracował w Warszawie jako nauczyciel, kontynuując jednocześnie twórczość literacką i współpracę z licznymi czasopismami krajowymi i zagranicznymi. Redagował i wydawał ponadto książki autorów, którzy zginęli w czasie wojny  .
Zmarł 7 grudnia 1977 w Warszawie .
Jego syn Emanuel Łastik (piszący pod pseudonimem Emil Laine) był poetą . Córka Aneta Łastik jest pieśniarką, mieszkającą w Paryżu .

## Twórczość pisarska
Pisał w jidysz, lecz po roku 1952 przeszedł głównie na język polski  . Należał do Związku Literatów Polskich  oraz Towarzystwa Społeczno-Kulturalnego Żydów w Polsce . Współpracował również z Państwowym Teatrem Żydowskim w Warszawie  .
Redagował pisma „Fołks Sztyme”, „Dos Naje Lebn” i in. , publikował również artykuły w polskiej prasie, m.in. w „Nowej Kulturze”, „Przeglądzie Kulturalnym” i „Twórczości” .
W swoich publikacjach zajmował się historią, literaturą i kulturą żydowską. Pisał także oparte na własnych doświadczeniach zawodowych reportaże i książki, poświęcone kwestiom społecznym i wychowawczym (m.in. młodzieżowej przestępczości, alkoholizmowi, prostytucji). Wydał ponadto podręczniki i czytanki do nauki języka jidysz. Do najistotniejszych jego publikacji należą: opracowanie naukowe Z dziejów oświecenia żydowskiego (1961) oraz przygotowana wraz z Arnoldem Słuckim jeszcze przed rokiem 1968 obszerna Antologia poezji żydowskiej, która ukazała się ostatecznie dopiero w roku 1983, już po jego śmierci   .

## Publikacje
Salomon Łastik opublikował m.in.    :
- Di jidisze literatur biz di klasiker (jid. ‏די ייִדישע ליטעראַטור ביז די קלאַסיקער‎, „Literatura żydowska do okresu klasyków”), Warszawa 1950
- Mitn ponem cum morgn (jid. ‏מיטן פּנים צום מאָרגן‎, „Obliczem ku przyszłości”), Warszawa 1952
- Majn lejenbuch, farn 4 kl. (jid. ‏מײַן לייענבוך, פֿאַרן 4 קל.‏‎, „Moja czytanka, dla klasy IV”), Warszawa 1952
- W połowie drogi, Warszawa 1956 (tom reportaży)
- Dziecko, z którym się spotykamy, Warszawa 1960
- Dom na Wiśniowej. Reportaże z milicyjnej izby dziecka, Warszawa 1960
- Czy Sodoma i Gomora? Na tematy obyczajowe, Łódź 1960, wyd. drugie 1961
- Z dziejów oświecenia żydowskiego. Ludzie i fakty, Warszawa 1961
- Dzieci, które znałem, Warszawa 1963
- Studzieniec, Warszawa 1965
- Trudne dzieci, Warszawa 1965
- O współczesności bez osłonek, Łódź 1967
- Trudni rodzice, Warszawa 1967
- Antologia poezji żydowskiej, Warszawa 1983, wyd. drugie 1986 (współredaktor)